# Bernard Fowler
Royland Bernard Fowler, född 2 januari 1960 i Queensbridge, New York City är en amerikansk sångare, som varit bakgrundsvokalist till Rolling Stones sedan 1980-talet, såväl på skivor som live. Fowler har också medverkat i soloprojekt som Mick Jagger och Charlie Watts har gjort, och lagt sång på en rad andra artisters alster. 

## Diskografi
Album med The Rolling Stones och deras soloproject
- 1985 – She's the Boss  (Mick Jagger)
- 1989 – Steel Wheels (Rolling Stones)
- 1991 – Flashpoint (Rolling Stones)
- 1992 – Tribute to Charlie Parker with Strings (Charlie Watts)
- 1992 – Slide on This (Ronnie Wood)
- 1992 – Main Offender (Keith Richards)
- 1993 – Warm and Tender (Charlie Watts)
- 1993 – Slide on Live: Plugged in and Standing (Ronnie Wood)
- 1993 – Jump Back (Rolling Stones)
- 1994 – Voodoo Lounge (Rolling Stones)
- 1995 – Stripped (Rolling Stones)
- 1996 – Long Ago and Far Away (Charlie Watts)
- 1997 – Bridges to Babylon (Rolling Stones)
- 1998 – No Security (Rolling Stones)
- 2000 – Live and Eclectic (Ronnie Wood)
- 2002 – Forty Licks (Rolling Stones)
- 2004 – Live Licks (Rolling Stones)
- 2005 – A Bigger Bang (Rolling Stones)
- 2005 – Rarities 1971–2003 (Rolling Stones)
- 2008 – Shine a Light (Rolling Stones)
- 2010 – I Feel Like Playing  (Ronnie Wood)

Soloalbum
- 2006 – Friends With Privileges
- 2015 – The Bura